# Alexander S. Gilmour
Alexander S. (Scott) Gilmour, Jr. (* 20. Juli 1931 in Deposit, New York; † 20. Januar 2023 in St. Cloud, Florida) war ein US-amerikanischer Elektroingenieur und Autor mehrerer Standardwerke über Vakuumröhren für die Mikrowellentechnik (Monografien).

## Werdegang
Gilmour Jr. erwarb 1955 den Bachelor für Elektroingenieurwesen und 1959 den Master an der Cornell University in Ithaca. Hier promovierte er im Jahre 1961 und übernahm bis 1963 die Funktion eines Assistant Professors. Im Jahre 1963 wurde er neben seiner Forschungstätigkeit am Cornell Aeronautical Laboratory (der späteren Calspan Corporation) für zwei Jahre Professor in Residence an dieser Universität. 1965 übernahm er die Leitung der Sektion Elektronik für Hochfrequenz an diesem Institut. 1968 wurde er zum Manager der Elektronikabteilung in der Firma Sanders Associates in Buffalo (jetzt Lockheed) bestellt. An der staatlichen Universität Buffalo wurde er ab dem Jahr 1970 ordentlicher Professor für Elektroingenieurwesen. Er amtierte dort auch viele Jahre als Dekan und war ab 1992 emeritiert.
Alexander S. Gilmour Jr. war Ehrenmitglied (Fellow) des Institute of Electrical and Electronics Engineers (IEEE). Er erhielt mehrere vom IEEE gestiftete Preise für seine Leistungen in der Hochvolttechnik und der Vakuumröhrentechnik für Mikrowellen. Er arbeitete auch im Auftrag der NASA und der US Air Force an der Entwicklung hocheffizienter Wanderfeldröhren für den Einsatz in Radargeräten und als Senderöhren in Satelliten.

## Publikationen
- Microwave tubes, Artech House, 1986, ISBN 978-0-89006-181-7
- Principles of Traveling Wave Tubes, Artech House, 1994, ISBN 978-0-89006-720-8
- Klystrons, traveling wave tubes, magnetrons, crossed-field amplifiers, and gyrotrons, Artech House, 2011, ISBN 978-1-60807-184-5
- Microwave and Millimeter-Wave Vacuum Electron devices: inductive output tubes, klystrons, traveling wave tubes, magnetrons, crossed-field amplifiers, Artech House, 2020, ISBN 978-1-63081-728-2